# Montre à quartz

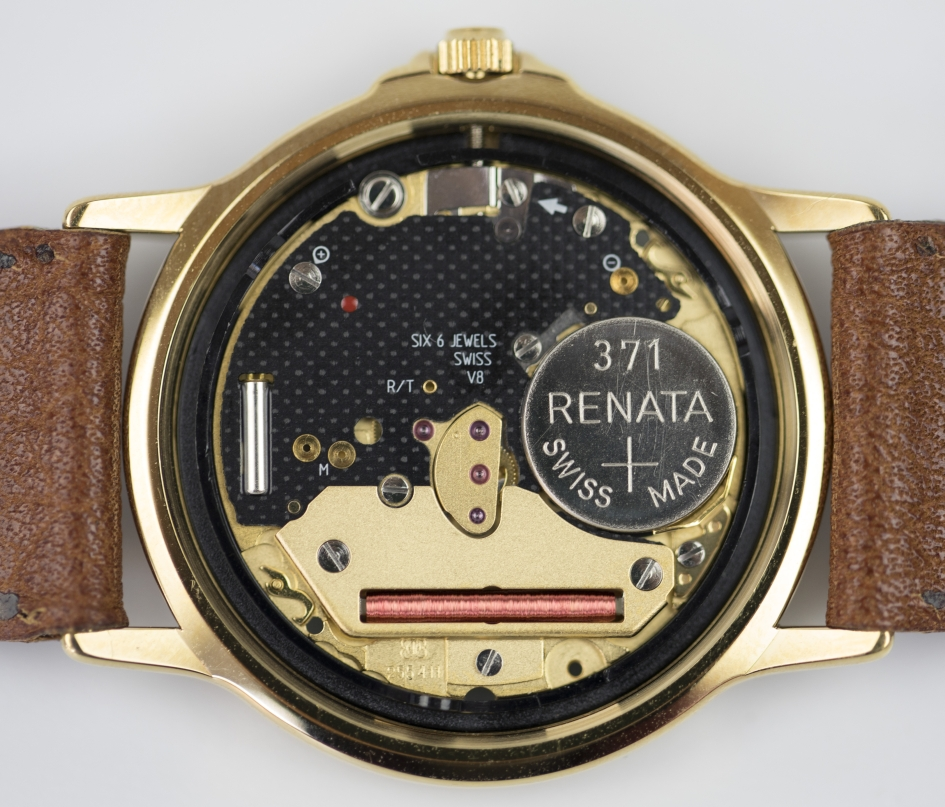
Montre à quartz ouverte côté fond. On distingue : le résonateur à quartz (canette métallique, à gauche), la pile bouton (à droite) et la bobine du moteur pas à pas (en bas).

Une montre à quartz ou montre électronique utilise un oscillateur électronique asservi par un résonateur en cristal de quartz. Cet oscillateur à cristal crée un signal temporel très précis, de sorte que les montres à quartz sont plus précises que les montres mécaniques.

## Vocabulaire

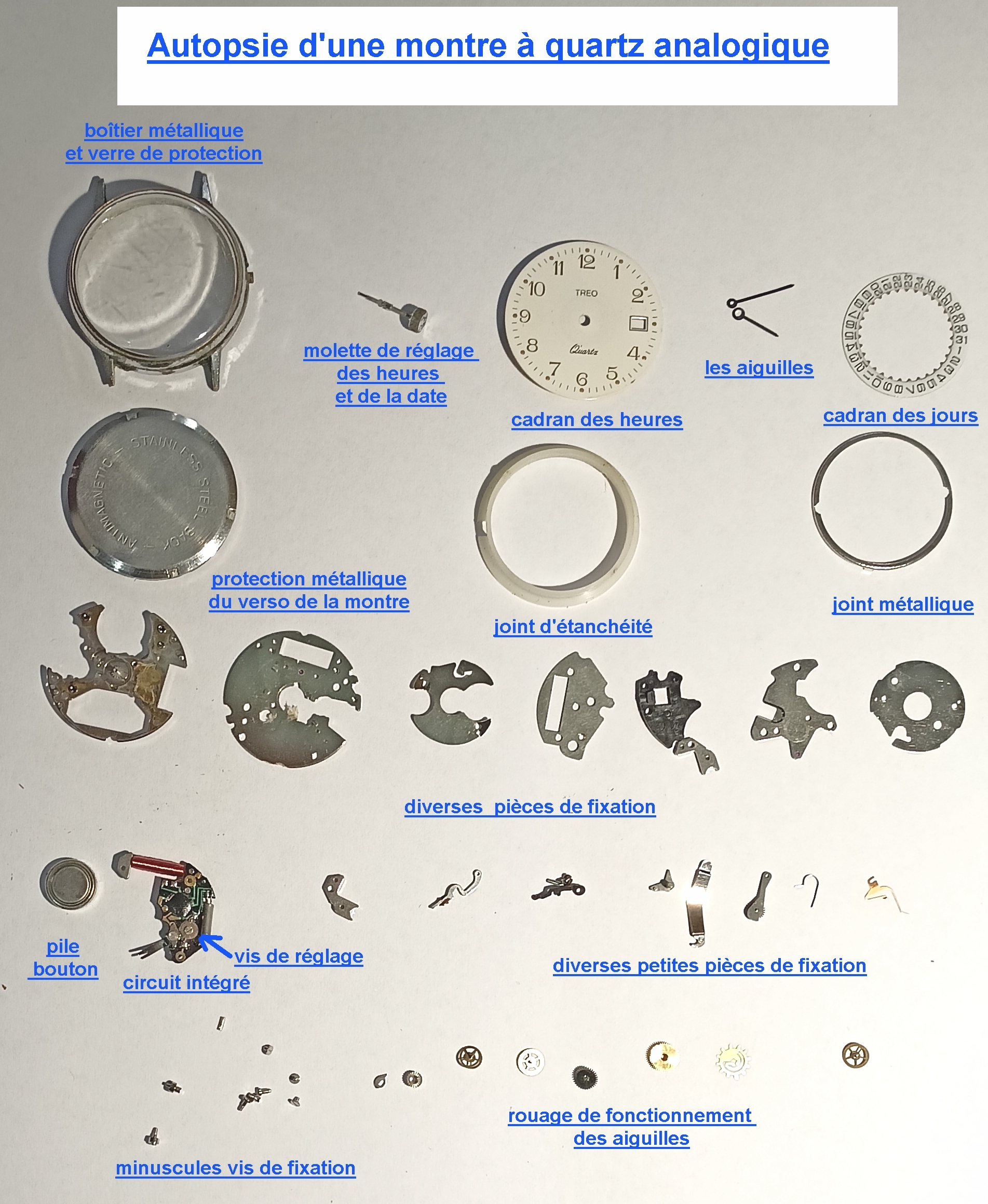
Autopsie d'une montre à quartz analogique.

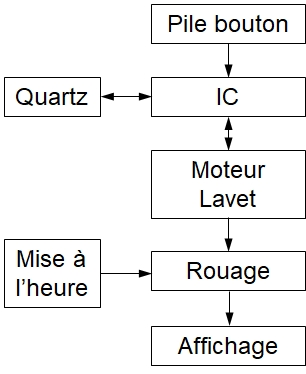
Schéma-bloc d'une montre à quartz à affichage mécanique.

On utilise de manière identique les termes montre à quartz et montre électronique, ce qui est correct dans la grande majorité des cas. Cependant on peut trouver :
- des montres électroniques sans quartz, comme par exemple la Dynotron qui contient un résonateur mécanique (balancier - spiral), un transistor (donc électronique) et une bobine pour entretenir les oscillations ;
- des montres mécaniques utilisant du quartz pour réaliser le spiral[1] ;
- des montres électroniques connectées, aussi appelées « smartwatch ».

Le schéma bloc d'une montre à quartz est relativement simple. L'énergie provient d'une pile bouton qui alimente le circuit intégré (IC), le quartz et un système d'affichage, lequel utilise soit des éléments mobiles pour une montre à affichage mécanique, soit un écran pour une montre à affichage électronique. L'IC fait osciller le quartz à une fréquence précise et stable (32768 Hz), ce qui constitue la base de temps. Dans le cas d'une montre à affichage mécanique, l'IC envoie des impulsions à intervalles réguliers à un moteur pas-à-pas qui fait tourner un rouage auquel sont fixées des aiguilles ou des disques, qui indiquent les heures, les minutes et souvent les secondes.

### Définitions pour l'affichage
On distingue deux types d'affichages :
- affichage analogique : affichage avec des aiguilles ;
- affichage numérique : affichage avec des chiffres ;
- affichage mixte : affichage avec des aiguilles ainsi que des chiffres.

On dispose de deux techniques :
- affichage mécanique : affichage avec des éléments mobiles. Cet affichage peut aussi bien être analogique (aiguilles) que numérique (chiffres sur disques, rubans, cubes…) ;
- affichage électronique : affichage segmenté ou matriciel (LCD, LED…). Cet affichage peut aussi bien être analogique (aiguilles imagées) que numérique (chiffres imagés).

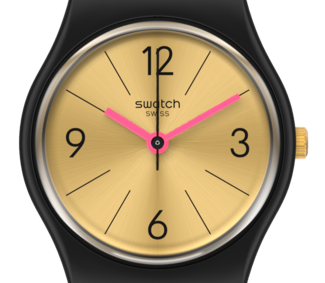
Montre électronique à affichage analogique. Avec l'aimable autorisation de Swatch Group.
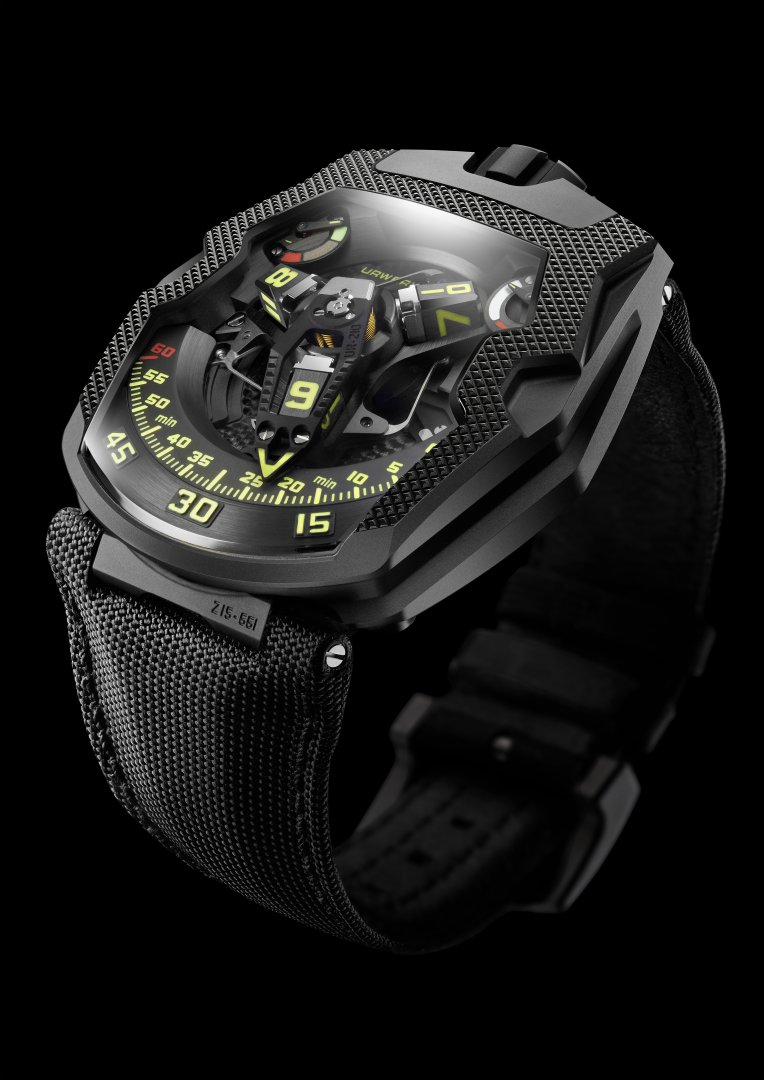
Montre mécanique à affichage numérique. Montre Urwerk UR210.
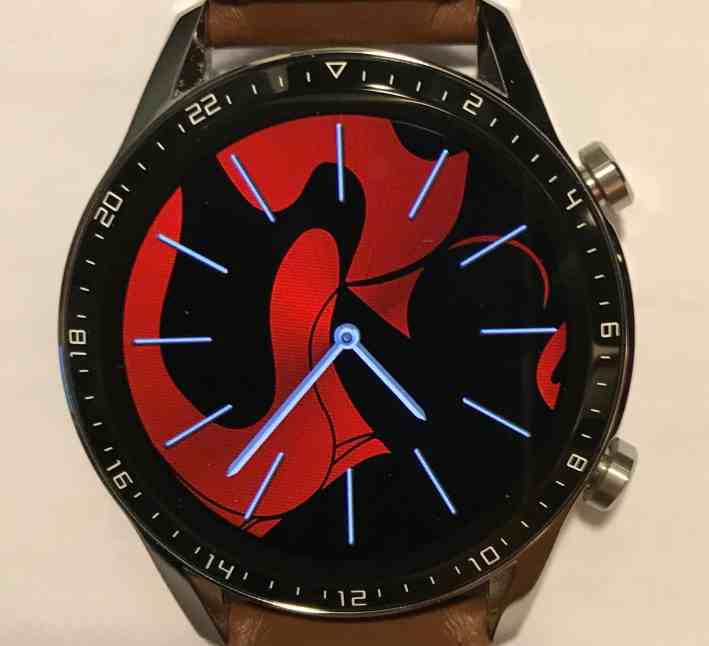
Montre connectée à affichage analogique électronique. Les aiguilles sont affichées sur un écran OLED. Montre Huawei GT 2.
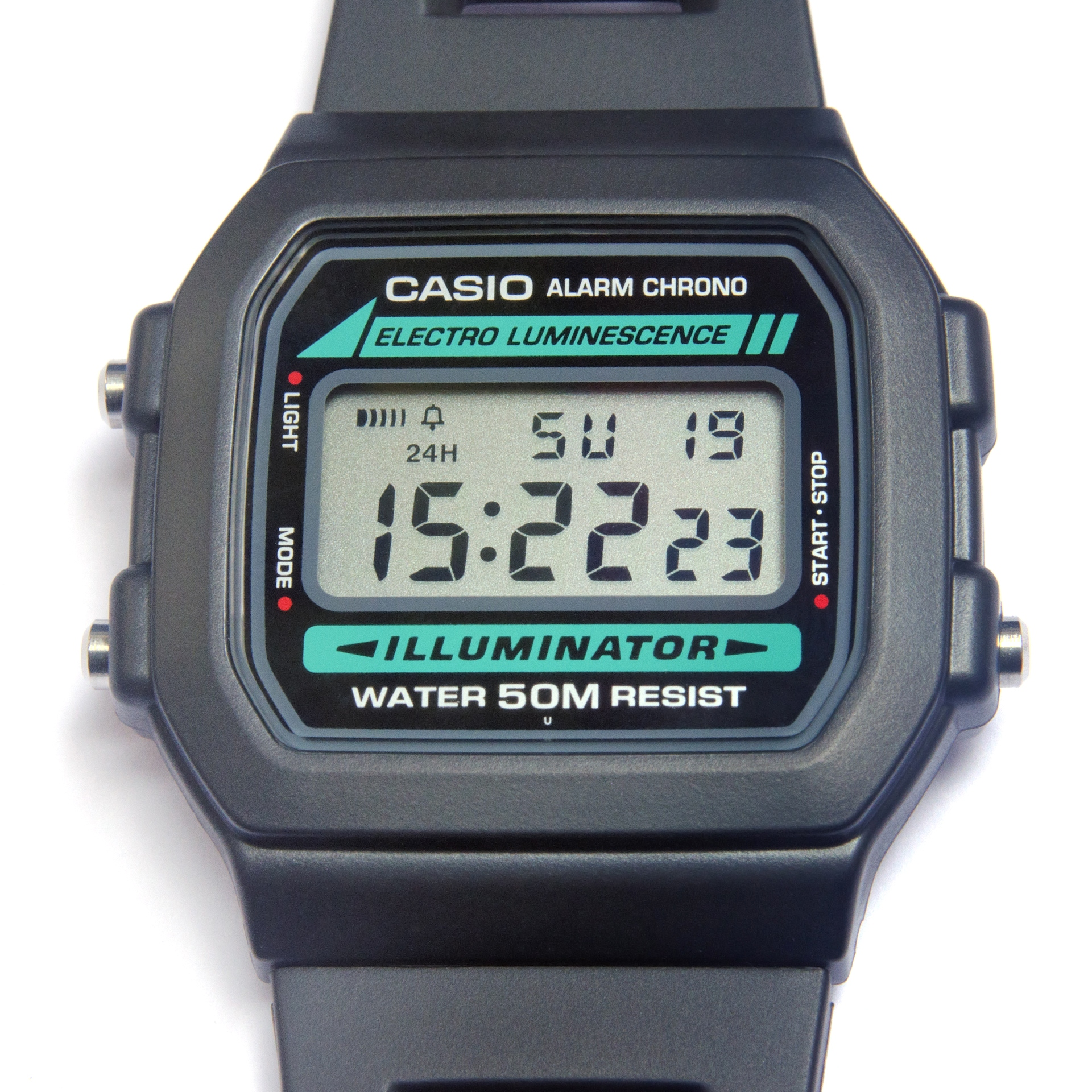
Montre électronique à affichage numérique. Montre Casio W-86.

## Historique

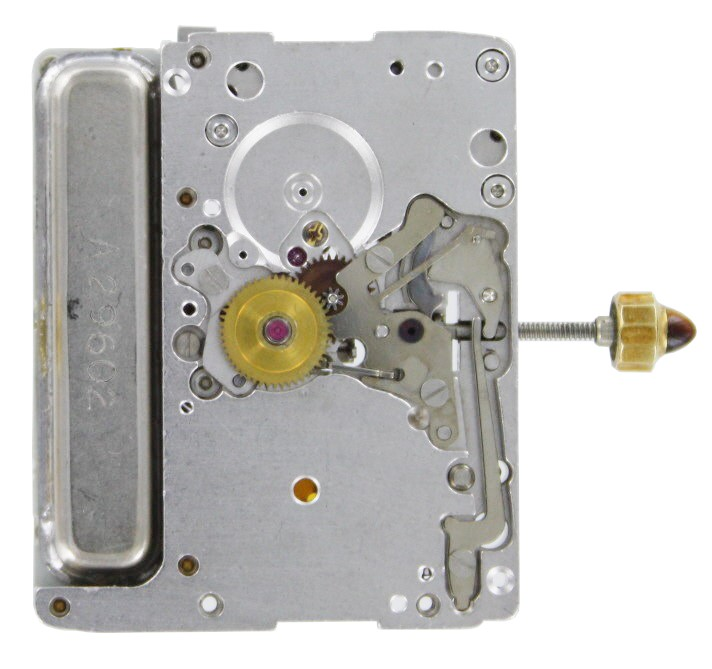
Mouvement béta 21, issu du tout premier mouvement à quartz, nommé béta 1 et développé par le CEH.

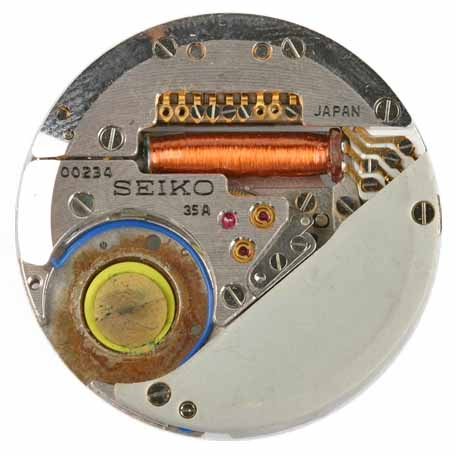
Premier mouvement à quartz (calibre 35SQ) à être commercialisé dans la Seiko Astron, en 1969.

Au début du 20e siècle, les ingénieurs radio sont à la recherche d'une source de fréquence précise et stable. Ils commencent avec des résonateurs en acier. En parallèle, Paul Langevin utilise le quartz pour émettre et recevoir des ondes acoustiques (sonar), ce qui inspire Walter Guyton Cady et G. W. Pierce qui développent les premiers oscillateurs à quartz. Ces derniers s'avèrent très stables même lorsque la température varie. Les résonateurs en acier disparaissent en quelques années. Plus tard, les chercheurs du National Institute of Standards and Technology (NIST) découvrent qu'une horloge contenant un oscillateur à quartz peut être bien plus précise qu'une horloge à pendule. De 1930 à 1960, les horloges à quartz ont la taille d'un four de cuisinière et constituent la référence de temps jusqu'à l'apparition des horloges atomiques. 
Grâce à la miniaturisation de l'électronique et à l'amélioration des procédés de fabrication, le contenu d'un frigo s'avère soudain portable au poignet. Le développement des montres à quartz se fait en parallèle au Japon et en Suisse. C'est lors du concours international de chronométrie de 1967 que les premiers mouvements à quartz sont présentés au grand public,,. Certains proviennent du Centre électronique horloger (CEH) et d'autres du centre de recherche et développement de Seiko. C'est une véritable révolution d'un point de vue chronométrique, ces mouvements sont déjà dix fois plus précis que les meilleures montres mécaniques de l'époque. Les dix premières places du concours sont remportées par le CEH. Ces mouvements contiennent un résonateur à quartz ayant la forme d'un barreau, un type de résonateur qui n'est plus du tout utilisé de nos jours[Quand ?].
La première montre-bracelet à quartz à être commercialisée est la Seiko 35SQ, sortie sur le marché en 1969. Commercialisée à 100 exemplaires avec un boîtier en or, elle coûte le prix d'une voiture. Les premières montres à quartz suisses, utilisant le mouvement beta 21, sont commercialisées à partir de 1970.
Durant les années 1970, l'introduction des circuits intégrés de type MOS a permis d'obtenir une autonomie de 12 mois à l'aide d'une simple pile bouton, que ce soit pour piloter un moteur pas à pas de type Lavet ou un affichage à cristaux liquides (LCD). Par contre, les affichages à diodes électroluminescentes (LED) ont été rapidement abandonnés à cause de leur consommation relativement élevée.

## Pile bouton
Les piles boutons des montres électroniques sont soit à l'oxyde d'argent (1,5 V), soit au lithium (3 V). Leur capacité varie, selon la taille de la pile et les fonctions de la montre, entre 20 et 200 mAh. Naturellement, une montre chronographe possédant un quantième et un éclairage doit contenir une pile d'une capacité plus élevée qu'une montre à deux aiguilles pour avoir une autonomie (ou réserve de marche) équivalente.
La puissance nécessaire pour faire fonctionner une montre électronique à trois aiguilles est équivalente à celle d'une montre mécanique (typiquement 1,5 μW), toutefois la quantité d'énergie disponible dans une pile bouton est supérieure à celle d'un barillet, ce qui confère aux montres électroniques simples une autonomie plus grande (typiquement 3 ans contre 2 jours pour les montres mécaniques).

## Circuit intégré (IC)

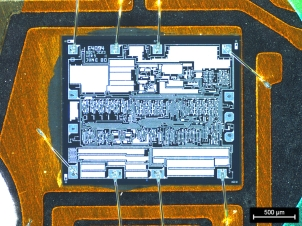
Circuit intégré (IC) horloger.

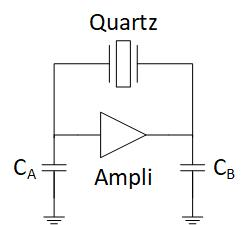
Oscillateur Pierce avec résonateur en quartz, amplificateur intégré et capacités de réglage.

Le circuit intégré des montres électroniques est réalisé en technologie CMOS avec une attention particulière portée à la puissance consommée qui doit être la plus faible possible (typiquement 0,1 μW). Une partie du circuit est consacrée à l'oscillateur. Cette partie comprend un amplificateur, qui, couplé avec le quartz externe et avec deux capacités, forme un oscillateur Pierce. Les capacités peuvent être incorporées au circuit intégré ou être externes. Elles permettent de régler la fréquence de l'oscillateur.
Une autre partie de l'IC comporte 15 étages divisant chacun par deux la fréquence de l'oscillateur. Cette fréquence passe ainsi de 32 768 Hz (2 puissance 15) à 1 Hz et est utilisée pour incrémenter les secondes.
Pour limiter la consommation, les impulsions envoyées au moteur peuvent être hachées et le taux de hachage peut être modifié en fonction de la charge du moteur. Sur la base du signe du courant traversant le moteur, l'IC détecte si un pas du moteur est réussi ou raté. S'il est raté, le pas est rattrapé et le taux de hachage est adapté pour que le pas se fasse correctement. Ensuite l'asservissement essaie de réduire à nouveau la consommation en diminuant le taux de hachage. Ceci se passe typiquement lors d'un passage de quantième (au changement de date), le rouage ayant besoin à ce moment de plus de couple.
Si la montre comporte un affichage électronique, la commande de l'affichage remplace celle du moteur.
L'IC peut également comprendre la commande de fonctions supplémentaires comme un chronographe ou un réveil.
L'IC peut également contenir le réglage de la marche par inhibition.

## Quartz
Le quartz monocristallin réunit trois caractéristiques qui le rendent très populaire en tant que résonateur pour bases de temps ou de fréquence :
- il s'agit d'un matériau piézoélectrique, sa résonance mécanique peut être excitée par un signal électrique ;
- il a des propriétés mécaniques qui, selon le choix de l'orientation du cristal, ont une très faible dépendance thermique ;
- sa gravure chimique est fortement anisotrope, ce qui permet de le « découper » chimiquement par procédés photolithographiques.

### Propriétés du quartz
Chimiquement, le quartz est composé de molécules de dioxyde de silicium (SiO2) qui sont arrangées dans une structure cristalline trigonale-trapézoédrique et qui ont des propriétés piézoélectriques. Lorsqu'une lame de quartz est soumise à des contraintes mécaniques telles que la flexion, elle accumule des charges électriques en surface. À l'inverse, si des charges électriques sont placées sur les faces de la lame de quartz, celle-ci va se plier. Ces effets piézoélectrique et piézoélectrique inverse peuvent être utilisés aussi bien dans des microphones ou des phonographes, où ce sont les vibrations mécaniques qui produisent un signal électrique, que dans des têtes d’imprimante à jet d'encre où un signal électrique produit des vibrations mécaniques.
Le quartz a un autre avantage important: selon l'orientation cristalline de la plaquette dans laquelle le résonateur sera fabriqué et selon le mode de vibration, ses coefficients thermomécaniques, notamment son coefficient thermoélastique (variation du module de Young avec la température) sont faibles et donc sa fréquence de résonance reste stable lorsque la température varie. Les diapasons sont fabriqués dans des plaquettes de quartz orientées selon une coupe appelée z + 2°x. Leur mode de vibration est la flexion. D'autres résonateurs ont été utilisés, par exemple avec une coupe ZT, qui correspond à une double rotation (en partant d'une coupe z, une première rotation autour de x d'un angle φ = 26,5°, puis d'une rotation de Θ = 20° autour de z'). Le résonateur ZT fonctionne en allongement, sa fréquence de résonance est typiquement de 2 MHz. Citons encore la coupe AT, qui est très répandue pour réaliser des bases de fréquence entre quelques MHz et 200 MHz et qui utilise un mode de cisaillement.
Plongé dans une solution contenant de l'acide fluorhydrique le quartz se fait graver bien plus rapidement selon l'axe z que selon les autres directions. Le procédé de fabrication consiste à déposer des couches métalliques de Cr et d'Au, puis d'appliquer un photoresist (PR) pour enlever ces couches de manière localisée et ceci sur les deux faces des plaquettes. Les couches métalliques servent alors de masque pour la gravure chimique du quartz et peuvent être ensuite utilisées pour une partie des électrodes. Cette gravure chimique fortement anisotrope permet d'obtenir des flancs relativement droits. Des couches métalliques sont encore disposées sur les flancs des bras du diapason. Finalement, un ajustement de fréquence par ablation laser est réalisé sur le bout des bras.
Grâce aux propriétés ci-dessus, il est possible de fabriquer des résonateurs en forme de diapason, oscillant à environ 32 kHz, avec des propriétés chronométriques excellentes. Ces résonateurs sont encore encapsulés sous vide afin d'éviter les frottements dans l'air, ce qui augmente le facteur de qualité et diminue donc la puissance nécessaire pour maintenir les oscillations.

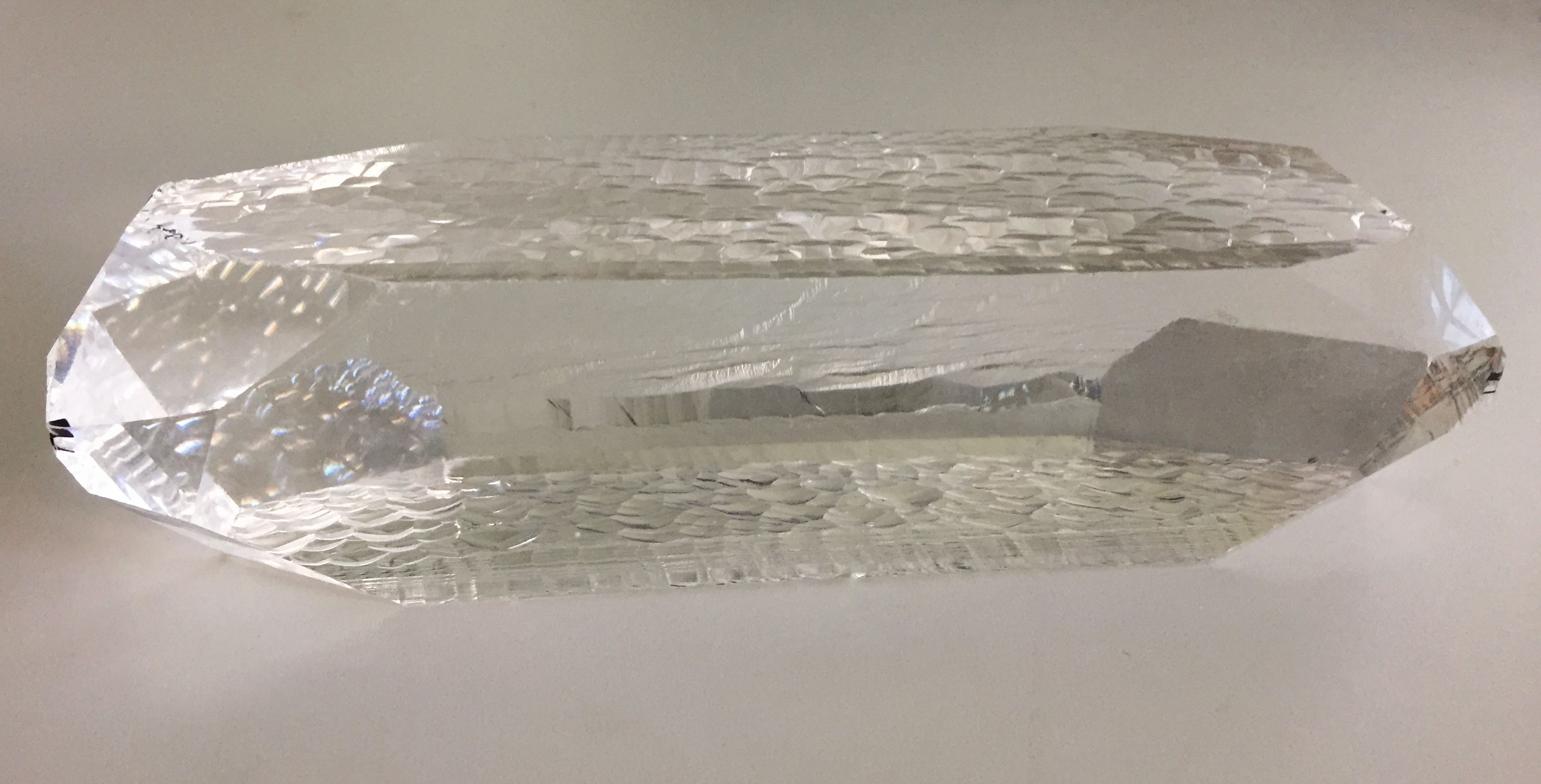
Photo d'un barreau de quartz monocristallin synthétique.
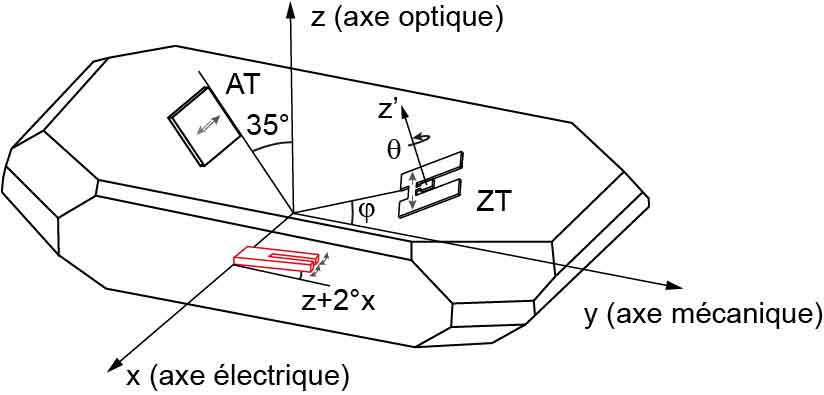
Schéma d'un barreau de quartz synthétique avec des coupes usuelles.
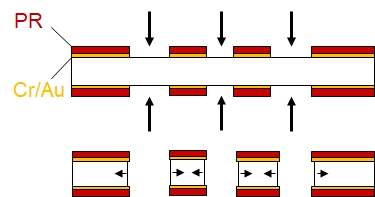
Gravure anisotrope d'une plaquette de quartz vue en coupe.

### Le quartz horloger

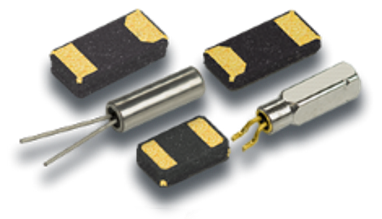
Quartz horlogers.

Le circuit électronique d'une montre à quartz comporte un oscillateur, qui inclut un amplificateur, incorporé dans le circuit intégré, et un résonateur en quartz. Le résonateur agit comme un filtre électronique en éliminant toutes les fréquences, mise-à-part sa fréquence propre. Le signal à la sortie du résonateur est renvoyé à l'entrée de l'amplificateur, ce qui assure l’oscillation du circuit. Lorsque le circuit démarre, le bruit dans le circuit est suffisant pour amorcer l'oscillation à la fréquence souhaitée.
Dans les montres à quartz modernes, le résonateur en quartz a la forme d'un petit diapason, dont la fréquence de résonance est ajustée proche de 32 768 Hz à l'aide d'un laser. Cette fréquence, égale à 215 cycles par seconde, est choisie de telle sorte qu'une chaîne de 15 diviseurs électroniques (bascule T) permet d'atteindre la fréquence de 1 Hz nécessaire au pilotage de l'indication des secondes. Dans les montres, le résonateur est encapsulé dans une cannette métallique ou dans un boîtier céramique. Il est soudé sur le module électronique en même temps que les autres composants électroniques.
La raison pour laquelle le résonateur de 32 kHz est devenu si populaire est due à un compromis entre les hautes fréquences qui réclament une grande puissance d'entretien et les basses fréquences qui réclament des quartz de grande taille. C’est également la première puissance de 2 supérieure a 20 kHz ce qui correspond à l’acuité auditive des humains. Cette fréquence permet donc à la montre d’être inaudible.
La formule pour le calcul de la fréquence fondamentale ({\displaystyle f}) de la vibration d'une poutre en quartz en fonction de ses dimensions est :
{\displaystyle f=K{b \over l^{2}}}
où :
- {\displaystyle K} : constante dépendant de la coupe du quartz et du mode de résonance ;
- {\displaystyle b} : largeur du bras ;
- {\displaystyle l} : longueur du bras.

Les premiers résonateurs en quartz pour montre au poignet avaient un quartz en forme de barreau, avec une constante K valant 5 590 Hz·m, alors que pour un diapason, cette constante n'est que de 880 Hz·m. Pour une fréquence donnée, une constante K faible implique des dimensions plus petites, ce qui est intéressant pour la montre. De plus, lors du montage dans son boîtier, la fixation du diapason est plus simple à réaliser que celle du barreau.

### Précision de la montre à quartz
La précision de la marche d'une montre à quartz est meilleure que ± 1 s/d (seconde par jour).
De par les contraintes de fabrication, un quartz n'est jamais exactement à la fréquence voulue, et ceci malgré de nombreuses étapes d'ajustement lors de la gravure chimique ainsi qu'en fin de fabrication lors de l'ablation laser de la couche d'or en bout de bras. Différents systèmes de correction de la marche permettent soit de corriger la fréquence (réglage par condensateur), soit de corriger le bloc diviseur de fréquence (réglage par inhibition).

#### Réglage de la marche par condensateur variable

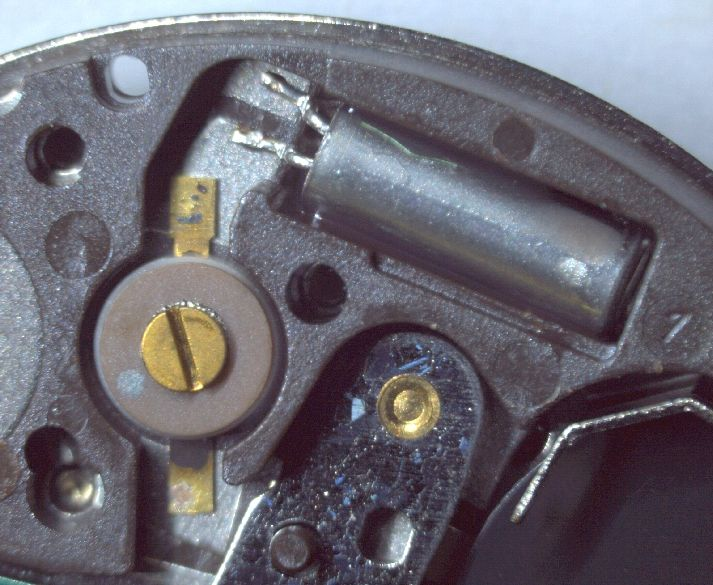
Partie d'un mouvement électronique avec une capacité réglable par une vis et son quartz.

Le circuit électronique, qui entretient les oscillations du quartz, voit celui-ci comme un circuit électrique LC.
Il est donc possible d'ajuster la fréquence d'oscillation en ajoutant une capacité réglable, appelée aussi trimmer, en série avec le quartz.
Cette solution, utilisée dans les premiers modules électroniques à quartz, présente un problème de vieillissement. Avec les années, la capacité du condensateur variable évolue et la fréquence se met à dériver. Un réglage de la montre doit être effectué régulièrement. Ce système ne se rencontre plus que dans les anciens modules électroniques.
Actuellement les montres à quartz utilisent la technique du réglage par condensateurs intégrés ou par inhibition.

#### Réglage de la marche par condensateurs intégrés
Ce système fonctionne comme pour le réglage par condensateur variable, à ceci près que le condensateur variable est remplacé par une batterie de condensateurs fixes, implantés dans le circuit intégré. Le réglage se fait en déconnectant un ou plusieurs de ces condensateurs fixes. On programme donc la correction en brûlant par laser (laser fused) certaines connexions de condensateurs directement sur le circuit intégré. Les connexions peuvent également être programmées dans une EEPROM qui active des transistors afin de connecter ou non les capacités. La reprogrammation de la marche est possible dans le cas de l'EEPROM.

#### Réglage de la marche par inhibition
Avec le système de réglage de la marche par inhibition, le quartz doit avoir une fréquence d'oscillation légèrement plus élevée que 32 768 Hz. Le circuit électronique qui divise la fréquence est équipé d'une logique permettant de soustraire un certain nombre d'impulsions à intervalles réguliers, par exemple une fois par minute. Une fois le module électronique assemblé, sa fréquence est comparée à une horloge de précision. Le nombre de cycles devant être soustraits est déterminé et programmé dans le module électronique.
À nouveau, la programmation peut se faire en coupant des pistes de cuivre sur le circuit imprimé ("PCB scratch"), en brûlant par laser des connexions sur le circuit intégré ("laser fused") ou en stockant l'information dans une EEPROM.

#### Dépendance thermique

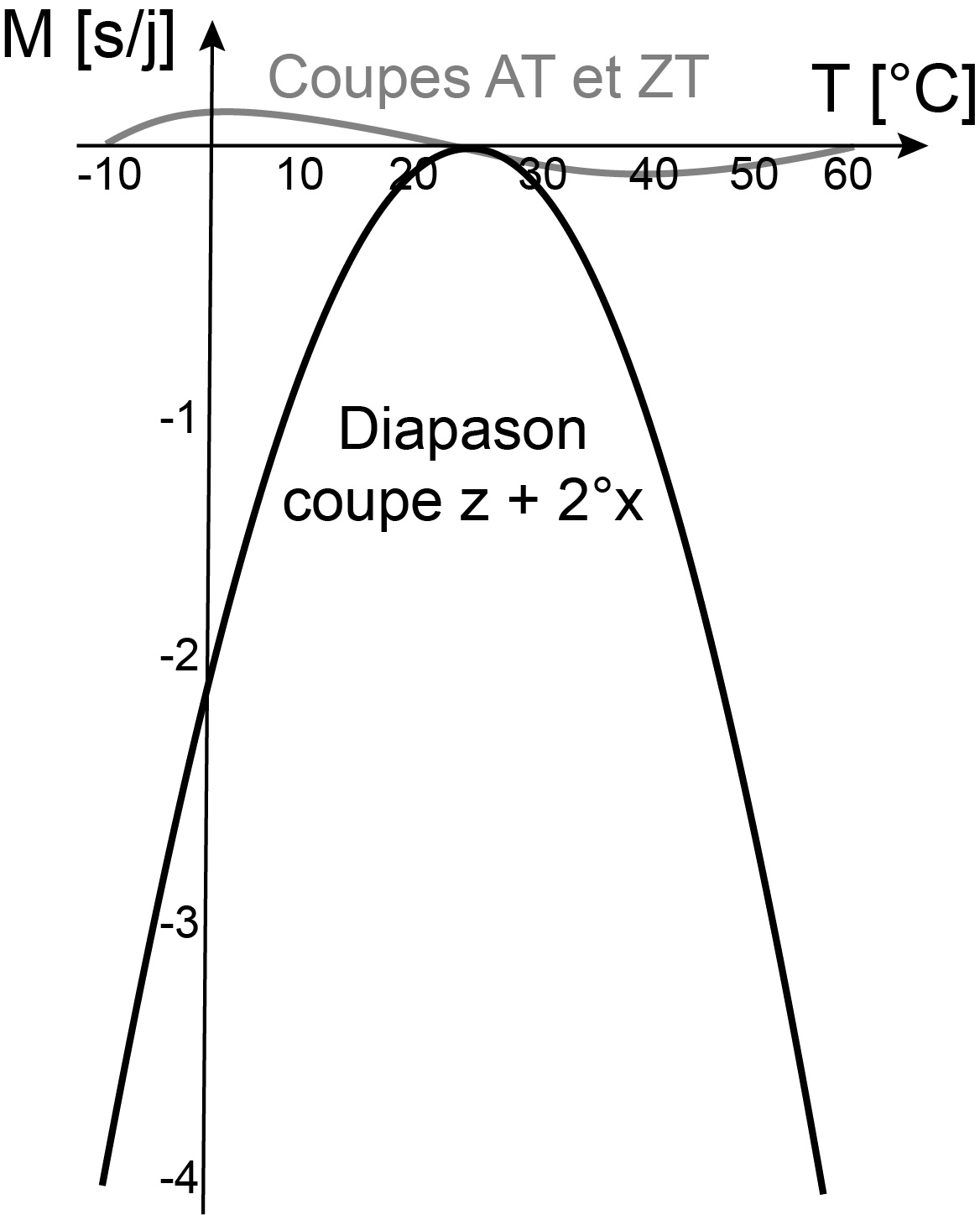
Courbes thermiques de divers résonateurs en quartz.

La fréquence de l'oscillateur est réglée par l'une des méthodes ci-dessus, en principe à une température de 25 °C. Cependant, les variations de température {\displaystyle T} provoquent une dérive de fréquence que l'on peut décrire par:
{\displaystyle {\Delta f \over f}=\alpha (T-T_{0})+\beta (T-T_{0})^{2}+\gamma (T-T_{0})^{3}}
où
- {\displaystyle \alpha } : coefficient en température du premier ordre
- {\displaystyle \beta } : coefficient en température du second ordre
- {\displaystyle \gamma } : coefficient en température du troisième ordre
- {\displaystyle T_{0}} : température de référence (généralement 25 °C)

Le diapason en quartz de coupe z + 2°x, utilisé dans la majorité des montres, a une dépendance thermique parabolique ({\displaystyle \beta } = -0,035 ppm/°C2 et {\displaystyle T_{0}} = 25 °C ), les autres coefficients en température étant quasiment nuls. En se référant au graphique ci-contre de la marche {\displaystyle M} en s/d (1 s/d=11,6 ppm), une montre à quartz a tendance à prendre du retard, que la température augmente ou qu'elle diminue par rapport à 25 °C.

#### Compensation thermique
Plusieurs développements ont permis d'améliorer la précision des montres électroniques. Par exemple, par l'utilisation de deux diapasons dont la dépendance thermique est décalée ou par le choix d'une autre coupe dans le quartz, comme la coupe ZT qui a une dépendance bien moindre et de forme cubique. Ces types de résonateurs utilisent un mode de vibration en allongement. Ils ont une fréquence de résonance relativement élevée de l'ordre du MHz et donc consomment plus d'énergie que les diapasons. Ils ont une dépendance thermique similaire à celle des résonateurs en cisaillement de coupe AT.
Dans certaines montres électroniques, les variations de température sont compensées. Un capteur est intégré afin de mesurer la température et corriger la marche par une deuxième inhibition, dans le bloc diviseur de fréquence. Le circuit doit être calibré afin d'inscrire dans une mémoire le nombre d'impulsions à retirer en fonction de la température mesurée. Cette compensation en température permet de réaliser des montres avec une précision atteignant ±5 s/an.

### Correction radiopilotée
Dans certains mouvements électroniques, l'heure peut être synchronisée à intervalles réguliers avec une heure transmise par onde radio. On parle alors de montre radio-pilotée.
On différencie plusieurs types de transmissions radio de l'heure :
- émetteurs de diffusion de l'heure en ondes basses fréquences (LF), par exemple DCF77 ;
- émetteurs GPS en ondes ultra hautes fréquences (UHF) ;
- émetteurs internet par le réseau GSM (UHF) jusqu'au téléphone portable, puis par Bluetooth (UHF) jusqu'à la montre.

La précision des montres radiopilotées est excellente. Elle est comparable à celle des horloges atomiques auxquelles elles sont synchronisées. De plus, les montres radio-pilotées sont automatiquement mises à l'heure lors des changements de fuseaux horaires.
Cependant, cette précision n'est pas due à la montre elle-même. En cas de perte du signal de transmission, la montre radio-pilotée retombe à la précision du quartz qu'elle contient.

### Chronomètres
Une montre électronique peut prétendre au titre de Chronomètre. Pour cela, chaque montre devra passer individuellement les épreuves d'un laboratoire certifié tel que le COSC.
Le titre de Chronomètre impose à la montre à quartz une erreur de marche inférieure à 0,07 s/d soit 25 s/an. Pour satisfaire ces critères sévères du label Chronomètre, les montres à quartz doivent actuellement être équipées d'une compensation thermique (voir ci-dessus).
Les montres radiopilotées ne peuvent pas prétendre au titre de Chronomètre, car leur précision est obtenue par des horloges atomiques externes à la montre.

## Montre à affichage mécanique

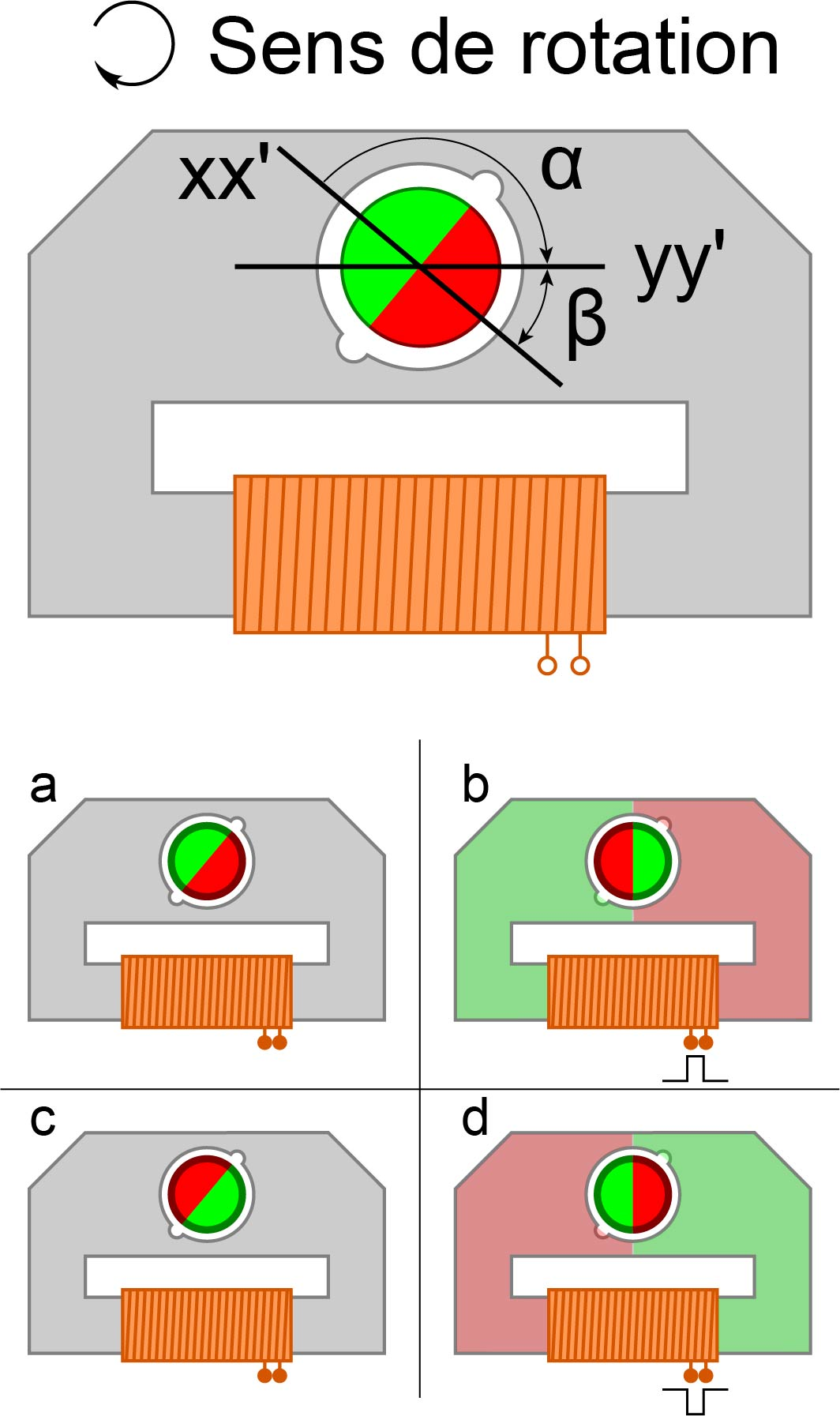
Schéma de fonctionnement d'un moteur Lavet.

Les montres à quartz à affichage mécanique utilisent presque toujours un moteur pas à pas, de type Lavet pour déplacer des aiguilles ou des disques.

### Moteur Lavet
Inventé en 1936 par Marius Lavet, le moteur Lavet contient un rotor qui comporte un aimant et un stator. Lorsqu'on applique une impulsion de tension aux bornes de la bobine du stator, le champ magnétique généré est conduit par le matériau magnétique doux du stator et fait tourner le rotor. Son fonctionnement peut être divisé en quatre étapes (illustrées sur le schéma ci-contre) :
- a) sans tension, l'aimant du rotor est orienté selon les alvéoles formées dans le stator ;
- b) une première impulsion de tension positive fait tourner le rotor d'un angle {\displaystyle \alpha } dans le sens horaire ;
- c) une fois la tension électrique retombée, les alvéoles repositionnent le rotor selon l'angle {\displaystyle \beta }. Il a fait un demi-tour ;
- d) une seconde impulsion, cette fois négative continue à faire tourner le rotor dans le sens horaire. Une fois la tension électrique retombée, le rotor retrouve sa position de départ.

Le brevet déposé pour ce moteur a fait la fortune de Marius Lavet, grâce à laquelle il a créé le prix Chéreau-Lavet récompensant des ingénieurs-inventeurs français.
Pour les montres trois aiguilles, donc avec la seconde, le moteur pas-à-pas fait un demi-tour chaque seconde, un rouage démultiplicateur de 30x est donc utilisé jusqu'à la roue des secondes.

#### Mise à l'heure
La mise à l'heure des montres à affichage mécanique se fait en principe de manière mécanique. Un rouage lié à la couronne permet d'ajuster la position des aiguilles des heures et des minutes ou des disques.

## Montre à affichage électronique

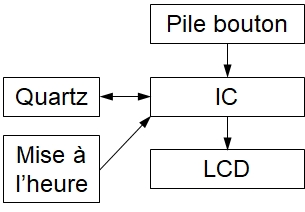
Schéma Principe digitale.

La montre à affichage électronique suit un schéma légèrement modifié par rapport à la montre à affichage mécanique. L'IC pilote l'affichage électronique. Il n'y a donc pas de pièces mécaniques en mouvement, mis-à-part les boutons poussoirs pour l'ajustement de l'heure ou, par exemple, l'enclenchement d'une lumière afin de voir l'heure la nuit.
L'affiche électronique est composé d'une surface qui comprend une multitude d'éléments actifs nommés segments ou pixels. Ces éléments permettent d'afficher l'heure, du texte, des icônes, etc. Les technologies les plus utilisées actuellement sont les LCD, LED, OLED et papier électronique. 

### LCD
L'affichage des heures, minutes et éventuellement secondes se fait dans la plupart des cas par des chiffres numériques formés de segments, contenant des cristaux liquides (LCD). Selon la tension appliquée au cristal liquide, le segment est soit visible, soit transparent. Le cristal liquide est généralement de type nématique torsadé. Sans tension à ses bornes il fait tourner la polarisation de la lumière de 90°. Des  polariseurs sont disposés de chaque côté du cristal liquide avec des polarisations perpendiculaires l'une par rapport à l'autre. Sans tension, la lumière passe donc au travers du segment et des polariseurs. Lorsqu'une tension suffisante est appliquée, les cristaux liquides s'orientent dans le champ et ne font dès lors plus tourner la polarisation. Le deuxième polariseur bloque alors la lumière et le segment apparaît donc noir.

### Mise à l'heure
La mise à l'heure des montres à affichage électronique se fait généralement par boutons-poussoirs ou par une couronne électronique ou par une surface tactile disposée sous la glace de la montre.